# José Mariano de Freitas Beck
José Mariano de Freitas Beck (Santa Maria - RS 24/02/1922 — ?) foi um político brasileiro.
Foi eleito, em 3 de outubro de 1954, deputado estadual, pelo PTB, para a 39ª Legislatura da Assembleia Legislativa do Rio Grande do Sul, de 1955 a 1959.